# Square (công ty)
Square Co., Ltd. (株式会社スクウェア Kabushiki-gaisha Sukuwea) (株式会社スクウェア Kabushiki-gaisha Sukuwea) là một công ty trò chơi điện tử Nhật Bản được thành lập vào tháng 9 năm 1983 bởi Masafumi Miyamoto. Công ty đã sáp nhập với Enix vào năm 2003 và trở thành Square Enix. Công ty cũng sử dụng SquareSoft là một nhãn hiệu để nhắc tới các trò chơi của hãng, và thuật ngữ này đôi lúc được sử dụng để nhắc tới chính công ty. Thêm nữa, "Squaresoft, Inc" là tên chi nhánh Mỹ của công ty trước vụ sáp nhập, sau đó nó được đổi tên thành "Square Enix, Inc".

## Lịch sử
Square được thành lập tại Yokohama vào tháng 9 năm 1983 bởi Miyamoto Masafumi sau khi ông tốt nghiệp trường Waseda, một trong những đại học tốp đầu Nhật Bản. Hồi đó, Square là một bộ phận phần mềm trò chơi máy tính của Den-Yu-Sha, một công ty xây dựng sở hữu bởi cha của Miyamoto. Trong khi vào lúc đó việc phát triển trò chơi điện tử thường được thực hiện bởi chỉ một lập trình viên, Miyamoto tin rằng sẽ hiệu quả hơn nếu để các nhà thiết kế đồ họa, lập trình viên và biên kịch viên làm việc chung với nhau trong một dự án. Hai nhãn đầu tiên của Square là The Death Trap và phần sau của nó Will: The Death Trap II, cả hai đều được thiết kế bởi nhân viên bán thời gian Sakaguchi Hironobu và ra mắt trên NEC PC-8801.
Bất chấp sự miễn cưỡng ban đầu trong việc phát triển cho video game consoles, Square bước vào thị trường Nintendo Famicom tháng 12 năm 1985 với porting của Thexder. Tháng 9 năm 1986, Square tách khỏi Den-Yu-Sha và trở thành một công ty độc lập với tên chính thức là Square Co., Ltd. Sakaguchi sau đó trở thành một nhân viên toàn thời gian với vai trò là Giám đốc Kế hoạch và Phát triển của công ty. Sau khi ra mắt một số tựa game không thành công cho Famicom, Square chuyển tới Ueno, Tokyo vào năm 1987 và phát triển một trò chơi điện tử nhập vai mang tên Final Fantasy, lấy cảm hứng từ thành công của Enix với thể loại này, Dragon Quest (sau đó ra mắt tại Bắc Mỹ với cái tên Dragon Warrior). Với 400.000 bản bán ra, Final Fantasy cho ra đời nhiều phần nối tiếp qua các năm và trở thành sản phẩm chủ lực của Square.
Square cũng đã sản xuất ra nhiều tựa game nổi tiếng khác như là Chrono Trigger, Chrono Cross, Secret of Mana, Legend of Mana, Xenogears, Brave Fencer Musashi, Parasite Eve, Parasite Eve 2, Saga Frontier, Romancing Saga, Vagrant Story, Kingdom Hearts (hợp tác với Disney Interactive), và Super Mario RPG (dưới sự chỉ dẫn của Miyamoto Shigeru). Tới cuối năm 1994 họ đã nổi tiếng với tư cách là nhà sản xuất trò chơi nhập vai hàng đầu thế giới.